# Anomeotins
Els anomeotins (Anomoeotinae) són una sufamília de lepidòpters ditrisis de la família dels himantoptèrids (Himantopteridae). Engloba unes 40 espècies distribuïdes per l'Àfrica tropical i Oriental. Abans es considerava una família independent (Anomoeotidae).

## Taxonomia
La subfamília Anomoeotinae inclou 5 gèneres:
- Akesina
- Anomoeotes
- Dianeura
- Staphylinochrous
- Thermochrous